# Markberedning

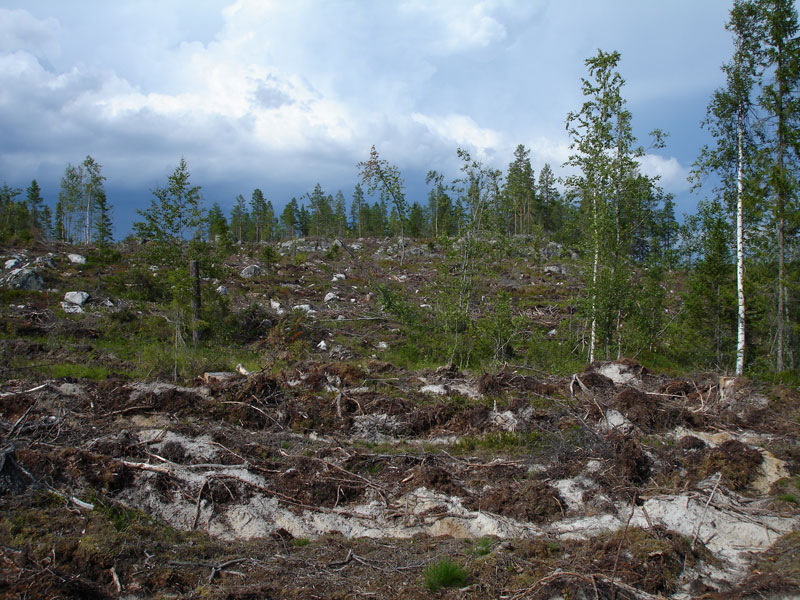
Markberett kalhygge på sandig mark. Bergmyrberget norr om Stenberg, Nordmalings kommun.

Markberedning är en åtgärd som utförs på främst hyggen för att underlätta föryngringen. Syftet med markberedningen är att blottlägga mineraljorden, vilket tar bort konkurrerande vegetation för plantan eller fröet. Genom att föra bort eller blanda upp humusen så att fröet eller plantan får tillgång till vatten genom kontakt med mineraljorden som har en bättre vattenhållande förmåga än den rena humusen.

## Historik
Den maskinella markberedningen kom igång efter krigsslutet 1945. Några av anledningarna var att man förutspåde arbetsbrist i glesbefolkade skogslänen och att det började komma traktorer i skogen på drivningssidan som även kunde arbeta som dragare år markberedningsaggregat. Därtill fanns det mycket billigt maskinellt överskottslager att köpa.
1965 plöjdes det första hyggets i Sverige runt Strömsund med hyggesplog och tekniken infördes av Bengt Johansson på SCA. Metoden var ur föryngringsperspektiv mycket god och gav god plantöverlevnad. Dock möttes metoden på kritik av samer och miljörörelsen, och under 1970-talet infördes samrådsplikt för hyggesplöjning och med den nya skogsvårdslagen 1994 förbjöds metoden.
Under första hälften av 1970-talet ökar markberedning ordentligt i arealmässig omfattning och ca 90-95 procent av den årliga hyggesarealen markberedes.
Under 2007 gjordes de första forsknings försöken med inversmarkberedning. Detta är en metod som innebär att marken grävs upp och vänds upp och ner på samma ställe där den togs vilket gör att mineraljorden hamnar överst.
Vid markberedning används skogsmaskiner som med hjälp av olika typer av redskap river undan humuslagret så att mineraljorden blottläggs. Numera är det vanligast med harvning eller fläckupptagning, tidigare förekom även metoden hyggesplöjning, men förbjöds med 1993 år skogsvårdslag. Vid hyggesplöjning tas små diken upp över hygget, vilket förbättrar dräneringen på fuktigare marker. Tidigare var hyggesbränning en vanlig markberedningsmetod.
Markberedning underlättar själva planterings- och såningsarbetet och ger de nyplanterade plantorna eller fröna bättre överlevnad då konkurrens från omgivande vegetation minskar, mineraliseringenhastigheten av humus ökar, och ger ett ökat skydd mot snytbagge. Vid naturlig föryngring av tall rekommenderas det att man markbereder under särskilt gynnsamma fröår.

## Miljöpåverkan
Slutavverkning, markberedning och skyddsdikning påverkar vattendraget genom att öka mängden partiklar som transporteras ut i vattendrag. Partiklarna slammar igen uppväxtbottnar för flodpärlmussla och lekbottnar för öring. Igenslamningen gör att de unga musslorna och rommen kvävs. Det är därför viktigt att beväxta skyddszoner finns mot vattendraget och att diken har översilningsområden där partiklar kan fastna.